# Stenoperla helsoni
Stenoperla helsoni är en bäcksländeart som beskrevs av Mclellan 1996. Stenoperla helsoni ingår i släktet Stenoperla och familjen Eustheniidae. Inga underarter finns listade i Catalogue of Life.